# Mont-Ormel
Mont-Ormel is een gemeente in het Franse departement Orne (regio Normandië) en telt 59 inwoners (2009). De plaats maakt deel uit van het arrondissement Argentan.

## Geografie
De oppervlakte van Mont-Ormel bedraagt 3,6 km², de bevolkingsdichtheid is dus 16,4 inwoners per km².
De onderstaande kaart toont de ligging van Mont-Ormel met de belangrijkste infrastructuur en aangrenzende gemeenten.

## Demografie
Onderstaande figuur toont het verloop van het inwonertal (bron: INSEE-tellingen).

## Geschiedenis

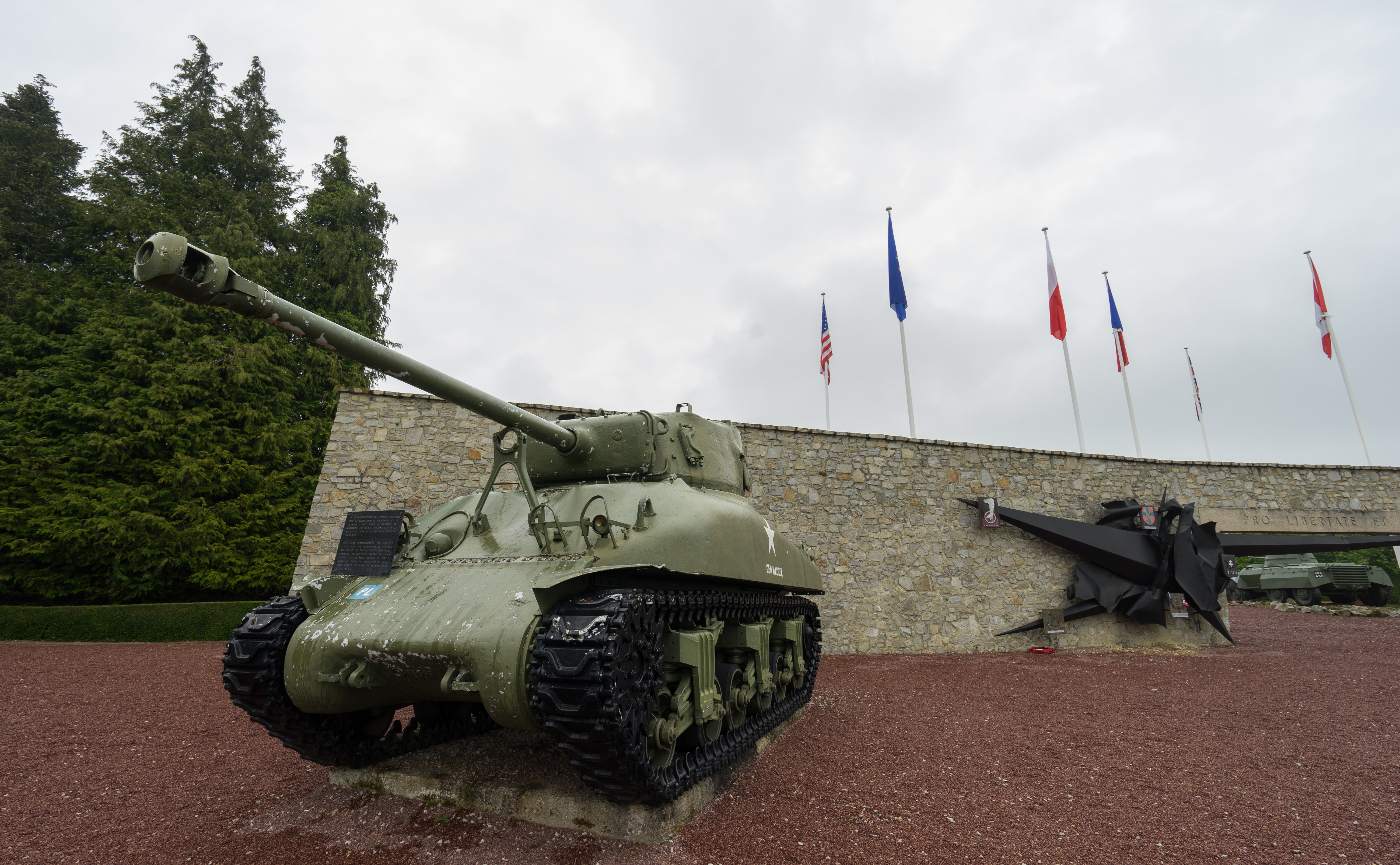
Mémorial de Coudehard-Montormel

In augustus 1944 werd in de plaats fel gevochten tussen de geallieerden en het Duitse leger. Eenheden van het Duitse leger dreigde ingesloten te worden in de Zak van Falaise, de geallieerden wilden de laatste vluchtweg afsluiten terwijl de Duitsers tegenaanvallen deden om dit te voorkomen. De geallieerden slaagden in hun opzet en op 1 september werd de strijd gestaakt en was het Duitse 7e leger praktisch vernietigd. Op de plaats van de felle gevechten, op heuvel 262, werd 20 jaar later een gedenkteken onthuld en bij de 50e verjaardag werd een museum over de slag geopend, het Mémorial de Coudehard-Montormel.